# Ghosia Bazar
Ghosia Bazar es un pueblo y nagar Panchayat situado en el distrito de Sant Ravidas Nagar en el estado de Uttar Pradesh (India). Su población es de 20760 habitantes (2011). 

## Demografía
Según el censo de 2011 la población de Ghosia Bazar era de 20760 habitantes, de los cuales 10932 eran hombres y 9828 eran mujeres. Ghosia Bazar tiene una tasa media de alfabetización del 65,15%, inferior a la media estatal del 67,68%: la alfabetización masculina es del 70,92%, y la alfabetización femenina del 50,73%.